# John S. Robinson
John Staniford Robinson, född 4 november 1804 i Bennington, Vermont, död 25 april 1860 i Charleston, South Carolina, var en amerikansk demokratisk politiker. Han var guvernör i delstaten Vermont 1853–1854. Han var sonson till Moses Robinson som var Republiken Vermonts statschef 1789–1790.
Robinson utexaminerades 1824 från Williams College, studerade sedan juridik och inledde sin karriär som advokat i Bennington. Demokraterna i Vermont var splittrade på grund av slaverifrågan; det dominerande partiet var länge Whigpartiet som innehade guvernörsämbetet kontinuerligt mellan 1835 och 1853. Som enda demokrat under 1800-talet valdes Robinson 1853 till guvernör. Han efterträddes följande år av Stephen Royce, en whig som bytte parti till Republikanska partiet som blev det nya dominerande partiet i Vermont.
Robinson deltog i demokraternas konvent inför presidentvalet i USA 1860. Han avled under sin vistelse i Charleston och gravsattes på Old Bennington Cemetery i Bennington.